# نهائي كأس الكؤوس الإفريقية 1978
نهائي كأس أفريقيا للأندية أبطال الكؤوس 1978 هي المباراة النهائية للنسخة الرابعة من كأس أفريقيا للأندية أبطال الكؤوس .
وتوج بها حورية كوناكري الغيني على حساب نصر حسين داي الجزائري .

## الفرق
| الفريق        | المنطقة              | وصول سابق (الخط الغليظ يشير إلى بطل تلك النسخة) |
| ------------- | -------------------- | ----------------------------------------------- |
| حورية كوناكري | غرب أفريقيا WAFU     | 0                                               |
| نصر حسين داي  | شمال أفريقيا UNIFFAC | 0                                               |

## الوصول إلى النهائي
| الفريق               | الدور       | إجم. | نتيجة.ذ | نتيجة.إ |
| -------------------- | ----------- | ---- | ------- | ------- |
| كايمان دوالا         | ربع النهائي | 7–4  | 3–3     | 4–1     |
| رايل كلوب دو كاديوغو | نصف النهائي | 3–3  | 2–3     | 1–0     |

| الفريق             | الدور       | إجم. | نتيجة.ذ | نتيجة.إ |
| ------------------ | ----------- | ---- | ------- | ------- |
| أنتر كلوب برازافيل | ربع النهائي | 5–1  | 3–0     | 2–1     |
| موفوليرا ووندرز    | نصف النهائي | 2–2  | 1–2     | 1–0     |

## النهائي
| نصر حسين داي | 1–3   | حورية كوناكري |
| ------------ | ----- | ------------- |
|              | تقرير |               |

| حورية كوناكري | 2–1   | نصر حسين داي |
| ------------- | ----- | ------------ |
|               | تقرير |              |